# Earls Barton
Earls Barton is een civil parish in het bestuurlijke gebied Wellingborough, in het Engelse graafschap Northamptonshire met 5387 inwoners.

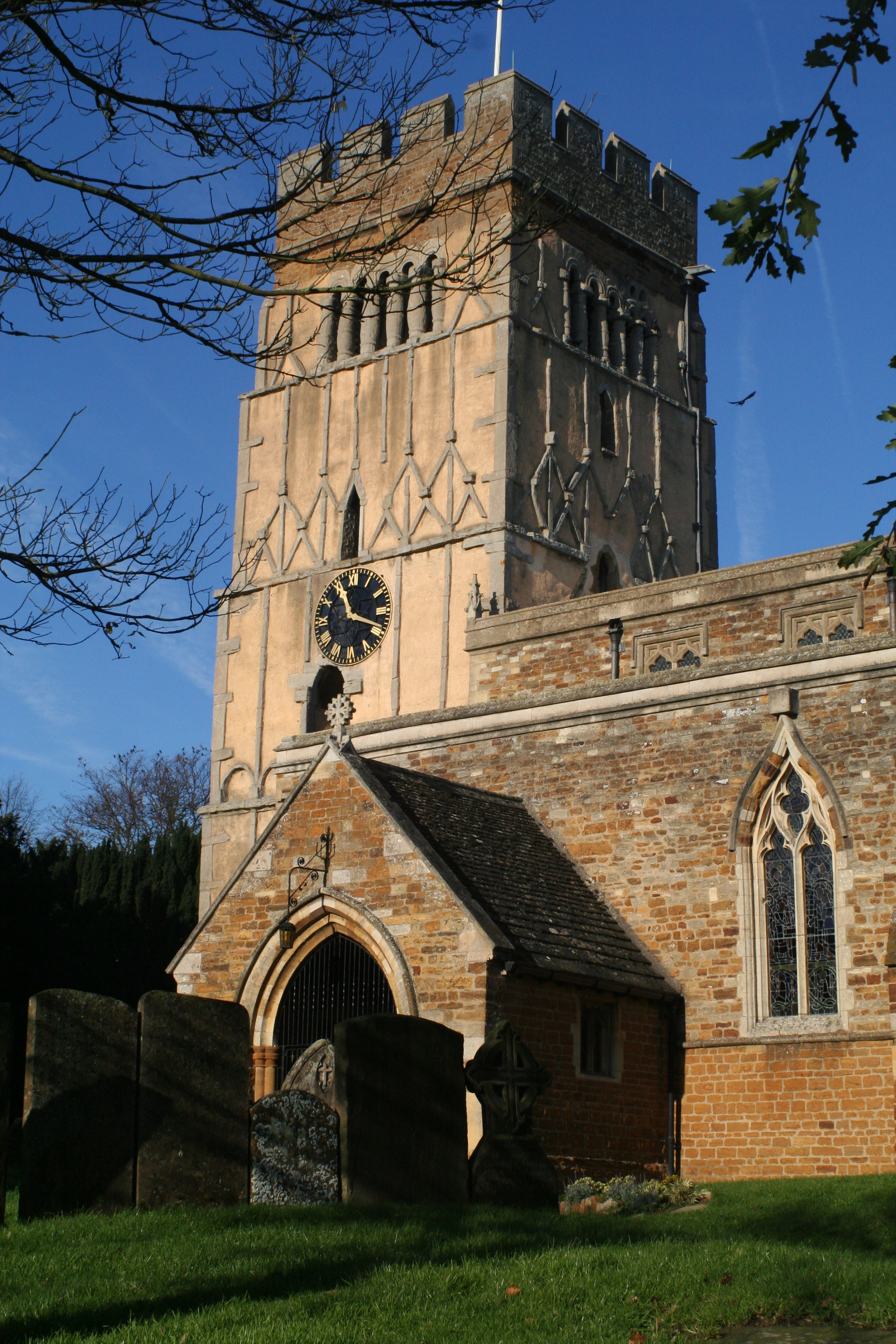
All Saints Church
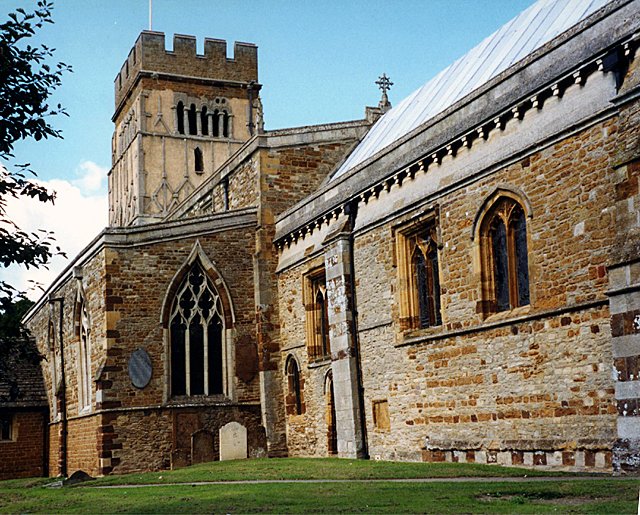
All Saints Church